# Stictomischus lanceus
Stictomischus lanceus är en stekelart som beskrevs av Huang 1990. Stictomischus lanceus ingår i släktet Stictomischus och familjen puppglanssteklar. Inga underarter finns listade i Catalogue of Life.